# Johanna van Ranst
Johanna van Ranst (ca. 1487 - voor 8 september 1557) was een Brabantse dame van hoge adellijke afkomst. Zij was de moeder van een aantal vooraanstaande Staatse leiders in de beginfase van de Tachtigjarige Oorlog. Geboren in het huis Ranst verkocht zij in 1538 haar helft van het familiekasteel Cantecroy.

## Leven

### Afkomst
Johanna van Ranst werd waarschijnlijk in 1487 geboren als de dochter van Willem van Ranst en Claude de Riveri. Zij was een der laatste loten die ontsproten uit het Huis Ranst. Aan haar wordt vaak gerefereerd als vrouwe van Hautin (Hautain, Houtain of Houtem).

### Eerste huwelijk en kinderen
Haar eerste huwelijk was in 1502 met Alexander Zoete, ridder en stadhouder van Zeeland.  Uit haar eerste huwelijk kwamen twaalf kinderen voort. Daaronder waren de oorlogsleiders Filip de Zoete, Joost de Soete (schopte het tot maarschalk van Utrecht, Alexander de Zoete en Antoon de Zoete.

### Hertrouwen
Na het overlijden van haar eerste man hertrouwde Johanna met Jacob van Maldere.

## Verkoop van aandeel in kasteel Cantecroy
Enige eeuwen familiebezit van het huis Ranst (vanaf 1296 toen kasteel Cantecroy in bezit was gekomen van Willem III Berthout) verkocht Johanna van Ranst in 1538 haar helft van dit kasteel aan Hendrik van Pontaillier, die de andere helft had geërfd. 